# Microrregión de Araguaína
La microrregión de Araguaína es una de las  microrregiones del estado brasileño del Tocantins perteneciente a la mesorregión Mesorregión Occidental del Tocantins. Su población fue estimada en 2006 por el IBGE en 260.490 habitantes y está dividida en diecisiete municipios. Posee un área total de 26.493,499 km².

## Municipios
- Aragominas
- Araguaína
- Araguanã
- Arapoema
- Babaçulândia
- Bandeirantes do Tocantins
- Carmolândia
- Colinas do Tocantins
- Filadélfia
- Muricilândia
- Nova Olinda
- Palmeirante
- Pau-d'Arco
- Piraquê
- Santa Fé do Araguaia
- Wanderlândia
- Xambioá

- Datos: Q2719080